# مستهلك

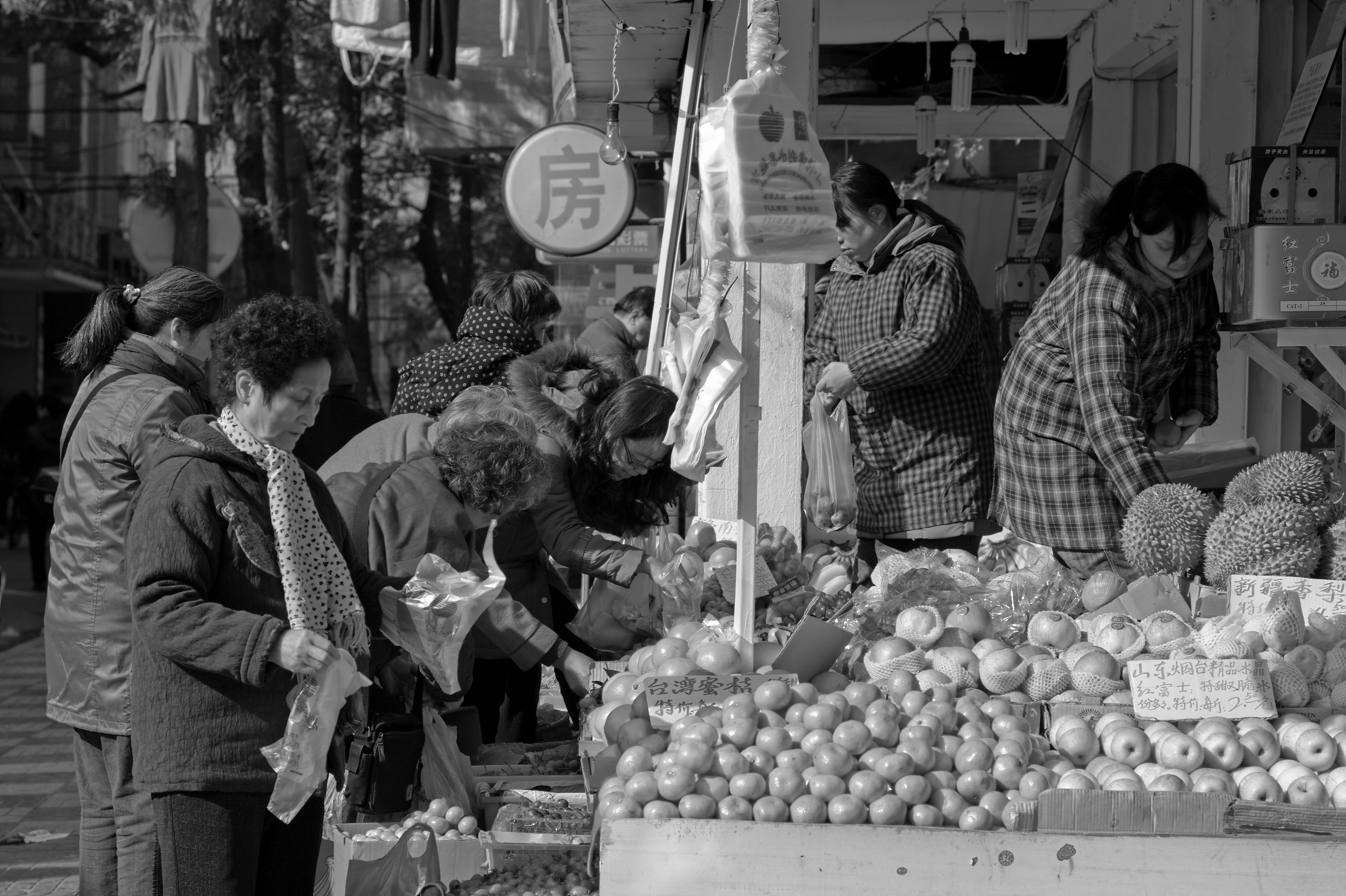

المستهلك هو كل شخص تقدم إليه أحد المنتجات لإشباع احتياجاته الشخصية أو العائلية أو يجري التعامل أو التعاقد معه بهذا الخصوص.